# Figulus mecynodontus
Figulus mecynodontus is een keversoort uit de familie vliegende herten (Lucanidae). De wetenschappelijke naam van de soort is voor het eerst geldig gepubliceerd in 1974 door De Lisle.